# Distribución de válvula de Walschaerts

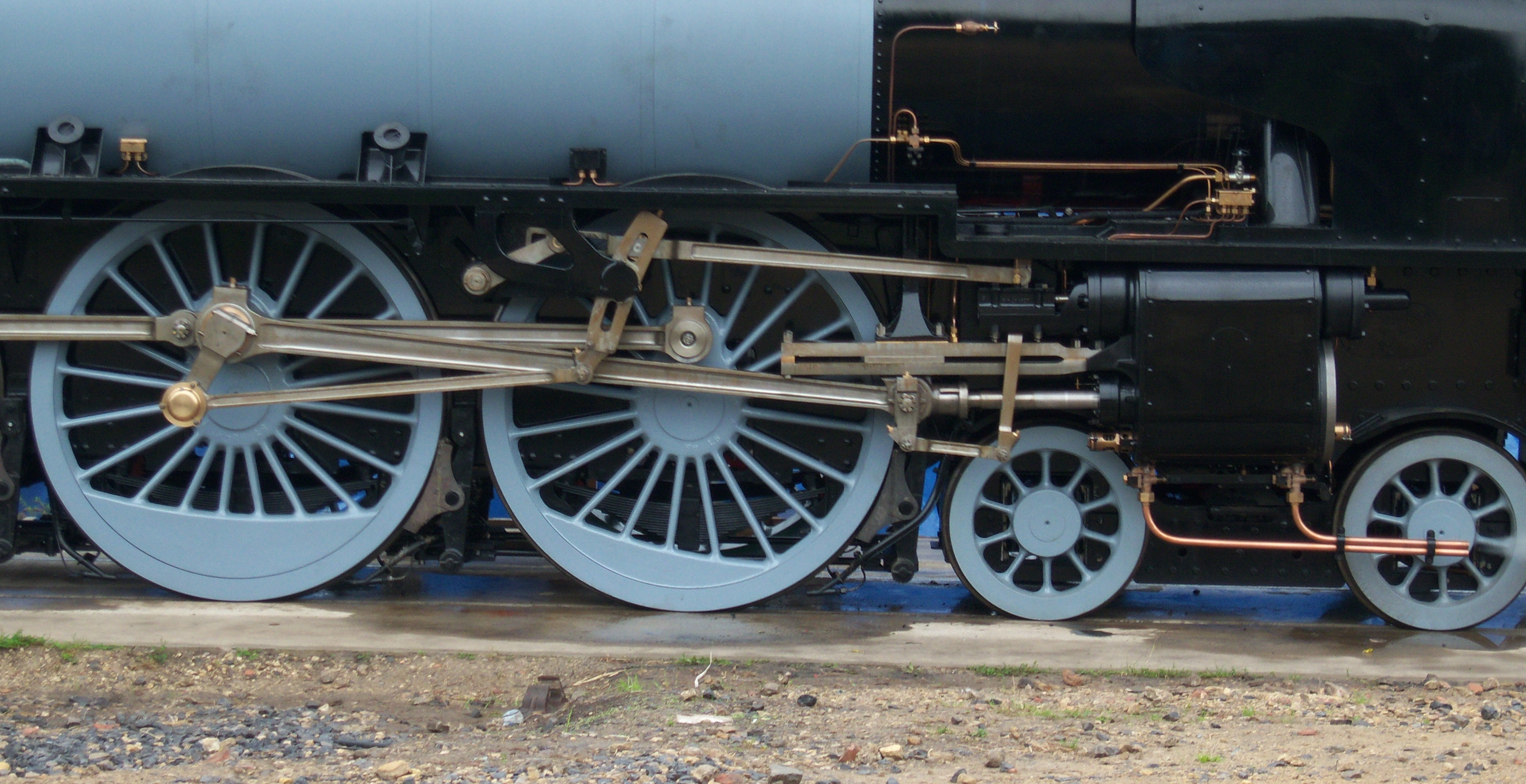
Distribución de válvula de Walschaerts en una locomotora 60163 Tornado

En mecánica, la distribución de válvula de Walshaerts (también conocida como distribución de válvula de Heusinger) de una máquina de vapor, es un tipo de mecanismo que acciona la válvula que regula el paso del vapor de agua a los cilindros. Sirve para locomotoras de vapor, y permite hacer que la apertura de la válvula se adelante (ir más rápido), se atrase (ir más lento), se detenga o cambie de dirección (ir en reversa).

## Etimología
La distribución de válvula de Walshaerts, también es conocida sin la "s" final, Walshaert, debido a que fue patentada incorrectamente con ese nombre.
En Alemania, la distribución de válvula de Walschaerts suele llamarse distribución de válvula de Heusinger, debido a que Edmund Heusinger von Waldegg inventó el mecanismo en forma independiente en 1849. La distribución de válvula de Heusinger fue más cercana a la forma generalmente usada, pero las autoridades aceptan que la invención de Walschaerts es lo suficientemente parecida a la forma final.

## Movimiento de avance
| Orden | Componentes | Componentes | Componentes | Componentes     | Componentes | Componentes | Componentes | Componentes       | U  | Ferrocarril | Ferrocarril   | Ferrocarril   | Ferrocarril   |
| --- | ----------- | ----------- | ----------- | --------------- | ----------- | ----------- | ----------- | ----------------- | -- | ----------- | ------------- | ------------- | ------------- |
| Español | 1           | Pistón      | 2           | Biela de pistón | 3           | Cruceta     | 4           | Biela de conexión |    | 5           | Biela tirante | Biela tirante | Biela tirante |
| Español | 1           | Pistón      | 2           | Biela de pistón | 3           | Cruceta     | 4           | Biela de conexión | 6a | Manivela 1  | 7a            | Manivela 2    |               |
| Español | 1           | Pistón      | 2           | Biela de pistón | 3           | Cruceta     | 4           | Biela de conexión | 6b | Rueda 1     | 7b            | Rueda 2       |               |
| Inglés | 1           | Piston      | 2           | Piston rod      | 3           | Crosshead   | 4           | Connecting rod    |    | 5           | Tie rod       | Tie rod       | Tie rod       |
| Inglés | 1           | Piston      | 2           | Piston rod      | 3           | Crosshead   | 4           | Connecting rod    | 6a | Crank 1     | 7a            | Crank 2       |               |
| Inglés | 1           | Piston      | 2           | Piston rod      | 3           | Crosshead   | 4           | Connecting rod    | 6b | Wheel 1     | 7b            | Wheel 2       |               |
| U: Unión de la Biela de conexión (4), la Biela tirante (5) y la Manivela 1 (6a).                                  |             |             |             |                 |             |             |             |                   |    |             |               |               |               |
| La Manivela (a) en la realidad es la misma Rueda (b), solo que la unión no es en el eje sino que esta excéntrica. |             |             |             |                 |             |             |             |                   |    |             |               |               |               |

## Movimiento de desfase (Método 1)
| Orden   | U | Componentes | Componentes                         | Componentes | Componentes      |
| ------- | - | ----------- | ----------------------------------- | ----------- | ---------------- |
| Español |   | 8           | Manivela Excéntrica                 | 9           | Biela excéntrica |
| Inglés  |   | 8           | Eccentric crank (Return crank (UK)) | 9           | Eccentric rod    |

El movimiento de distribución de válvula se genera del movimiento de avance pero tiene que estar desfasado (primero se mueve el eje de válvula, entra el vapor, luego se mueve el pistón (1)), así que se agrega una manivela excéntrica (8), que lo desfasa 90°, a la unión (U) biela de conexión (4) - biela tirante (5) - manivela 1 (6a).
Luego, esta manivela excéntrica (8) transmite el movimiento a una biela excéntrica (9) que puede accionar el eje de válvula (Después de transformarlo en movimiento colineal). Pero hace falta un control del operario sobre la máquina, para ello es la distribución Walschaerts.

### Walschaerts
| Orden   | Componentes | Componentes         | Componentes | Componentes    | Componentes | Componentes            |
| ------- | ----------- | ------------------- | ----------- | -------------- | ----------- | ---------------------- |
| Español | 10          | Enlace de expansión | 11          | Biela de radio |             |                        |
| Español | 10.1        | Guía curva          | 11.1        | Corredera      |             |                        |
| Español |             |                     | 11.2        |                | 13          | Palanca de combinación |
| Español | 12          | Enlace de unión     |             |                | 13          | Palanca de combinación |
| Inglés  | 10          | Expansion link      | 11          | Radius rod     |             |                        |
| Inglés  | 10.1        | Curved Guide        | 11.1        | Die block      |             |                        |
| Inglés  |             |                     | 11.2        |                | 13          | Combination lever      |
| Inglés  | 12          | Union link          |             |                | 13          | Combination lever      |

Para que el eje de válvula abra más, la biela excéntrica (9) tiene que empezar a abrir antes (ser más corta) y a la vez terminar de cerrar después (ser más larga o llegar más lejos) y si quiere abrir menos, viceversa (esto es la amplitud del movimiento). Esto se logra con un balancín, si una persona se mantiene en la misma posición, siempre se elevará la misma altura, pero si otra persona se acerca o aleja del pivote (eje) pues se elevara a diferente altura cada vez. Luego, el mecanismo tiene: la biela excéntrica (9) (quien esta en la misma posición), enlace de expansión (10) (el balancín) y la biela de radio (11) (quien puede cambiar de posición), este último lo mueve de posición, el operario con una palanca.
El enlace de expansión (10) tiene su pivote fijo a la estructura (no se mueve) y, una corredera interior por la cual puede cambiar de posición la biela de radio (11).
Ahora bien, el movimiento de la biela de radio (11) no es colineal con el eje de válvula y su cambio de posición lo hace el operario, no la máquina, por eso tienen que coordinarse los movimientos. Esto se hace con la palanca de combinación (13), que une la cruceta (3) (movimiento de avance), la biela de radio (11) (movimiento de distribución de válvula) y el eje de eje de válvula (movimiento combinado), que funciona como pivote.
Finalmente, la cruceta (3) mantiene al pistón (1) en un movimiento rectilíneo y el de la palanca de combinación (13) no lo es (pivota, es circular), así que se agrega un eslabón intermedio, el enlace de unión (12).
Luego, están los efectos del balancín, si la biela de radio (11) se acerca al pivote pues desacelerará la máquina y si se pasa al otro lado del pivote, el cilindro funcionará a la inversa y la máquina ira en retroceso.
| Orden                                                 | Componentes | Componentes     | Componentes | Componentes      | Componentes | Componentes      |
| ----------------------------------------------------- | ----------- | --------------- | ----------- | ---------------- | ----------- | ---------------- |
| Español                                               | 16          | Enlace elevador | 17a         | Brazo elevador   |             |                  |
| Español                                               |             |                 | 17b         | Brazo de reversa | 18          | Biela de alcance |
| Inglés                                                | 16          | Lifting link    | 17a         | Lifting arm      |             |                  |
| Inglés                                                |             |                 | 17b         | Reverse arm      | 18          | Reach rod        |
| 17a y 17b: pertenecen al mismo elemento, un balancín. |             |                 |             |                  |             |                  |

### Baker
| Orden   | Componentes | Componentes                | Componentes | Componentes      | Componentes | Componentes            |
| ------- | ----------- | -------------------------- | ----------- | ---------------- | ----------- | ---------------------- |
| Español | 10          | Mecanismo Baker            |             |                  |             |                        |
| Español | 10.1        | Soporte                    |             |                  |             |                        |
| Español | 10.2        | Yugo de reversa            |             |                  |             |                        |
| Español | 10.3        | Barra de radio de columpio |             |                  |             |                        |
| Español | 10.4        | Enlace principal           |             |                  |             |                        |
| Español | 10.5        | Manivela de campana        | 11          | Biela de válvula | 13          | Palanca de combinación |
| Español |             |                            | 12          | Enlace de unión  | 13          | Palanca de combinación |
| Inglés  | 10          | Baker's mechanisim         |             |                  |             |                        |
| Inglés  | 10.1        | Frame                      |             |                  |             |                        |
| Inglés  | 10.2        | Reversing yoke             |             |                  |             |                        |
| Inglés  | 10.3        | Swinging radius bar        |             |                  |             |                        |
| Inglés  | 10.4        | Main link                  |             |                  |             |                        |
| Inglés  | 10.5        | Bellcrank                  | 11          | Valve rod        | 13          | Combination lever      |
| Inglés  |             |                            | 12          | Union link       | 13          | Combination lever      |

Es una modificación de la distribución de válvula de Walschaerts, en la cual se utiliza un sistema de dos balancines con soporte, en lugar del enlace de expansión. Con ello se busca eliminar el uso de corredera interior (que trae muchos problemas) mediante el cambio de la posición del pivote del balancin 1, a voluntad del operario para modificar la amplitud.
Simétricamente, a cada lado del balancín 1, tiene un muñón en el pivote y otro muñón en el soporte (fijo), que sin accionar el mecanismo están colineales, cada uno tiene una bieleta, luego estas se unen por su otro extremo a un eje común que no está fijo al soporte, cuando el operario mueve este eje, se abre el mecanismo a modo de tijera (moviendo la posición del pivote).
La biela excéntrica (9) acciona al balancín 1, el cual tiene en su otro brazo, una horquilla que pasa un eje, con el cual acciona el balancín 2, el cual tiene forma de esquina y con su otro extremo acciona la biela de válvula (11). Note, que esta última ya no se llama biela de radio, pues ya no actúa en la circunferencia que describe el enlace de expansión en la Walschaerts.

### Bagnall - Price
| Orden   | Componentes | Componentes     | Componentes | Componentes            |
| ------- | ----------- | --------------- | ----------- | ---------------------- |
| Español |             |                 | 10          | Enlace de expansión    |
| Español | 11          | Enlace de unión | 12          | Palanca de combinación |
| Inglés  |             |                 | 10          | Expansion link         |
| Inglés  | 11          | Union link      | 12          | Combination lever      |

Es una modificación de la distribución de válvula de Walschaerts, en la cual se elimina la biela de radio. La longitud de la biela de radio, no influye mucho, pues la amplitud la controla el enlace de expansión (10).
Así, la unión de la biela de radio con la biela de combinación se traslada para formar en su lugar, la unión del enlace de expansión (10) y la palanca de combinación (12) (que ahora se desliza en la corredera).
De esta manera, el eje de válvula se hace más largo. El enlace de unión (11) y la palanca de combinación (12) pasan al otro lado de la cruceta (3). (del lado de la biela del pistón (2) al lado de la biela de conexión (4))

## Movimiento de desfase (Método 2)
En la locomotora, las ruedas izquierdas están desfasadas 90° respecto a las derechas (primero funciona un cilindro, después el otro). Al utilizar esto para la distribución de válvula se elimina la manivela excéntrica y la biela excéntrica.

### Young
| Orden                                                          | Componentes | Componentes     | Componentes | Componentes         | Componentes | Componentes    | Componentes | Componentes     | Componentes | Componentes            |
| -------------------------------------------------------------- | ----------- | --------------- | ----------- | ------------------- | ----------- | -------------- | ----------- | --------------- | ----------- | ---------------------- |
| Español                                                        | 8s          | Enlace de unión | 9s          | Enlace de expansión | 10s         | Biela de radio | 11t         | Eje cruzado     | 13          | Palanca de combinación |
| Español                                                        |             |                 |             |                     |             |                | 12          | Enlace de unión | 13          | Palanca de combinación |
| Inglés                                                         | 8s          | Union link      | 9s          | Expansion link      | 10s         | Radius rod     | 11t         | Cross shaft     | 13          | Combination lever      |
| Inglés                                                         |             |                 |             |                     |             |                | 12          | Unión link      | 13          | Combination lever      |
| s: lado opuesto de la locomotora (derecho o izquierdo)         |             |                 |             |                     |             |                |             |                 |             |                        |
| t: va de un lado de la locomotora al otro                      |             |                 |             |                     |             |                |             |                 |             |                        |
| 11t: El eje cruzado tiene una palanca pequeña en cada extremo. |             |                 |             |                     |             |                |             |                 |             |                        |

### Deeley
La distribución Walschaerts, cuando está correctamente diseñada, provee un avance de válvulas correcto, independientemente del corte elegido tanto en marcha adelante como en reversa. Con el pistón en el punto muerto delantero o trasero, el enlace de expansión debe estar vertical y al mover el bloque muerto hacia arriba y abajo no debe alterarse la posición del vástago de la válvula.
La cantidad de avance siempre está determinada por las proporciones de la palanca de la combinación y el diseño de la válvula. Sólo puede ser cambiado al modificar las proporciones de estos componentes.
La operación de la distribución combina dos movimientos: uno es el movimiento de avance y el otro es el movimiento direccional requerido para una distribución (o "marcha") completa. Para entender la operación, se debe considerar el corte en media marcha. Dado que el bloque muerto no se mueve, el extremo de la barra de enlace (radius rod) es, en efecto, un punto fijo sobre el que pivota la barra de combinación (combination lever), por lo que el movimiento de la válvula es causado directamente por el movimiento de la cabeza de cruce (cross head) actuando a través de la barra de unión (union link) y la barra de combinación. 
Si este fuera el único movimiento hecho por la válvula, la máquina arrancaría solo cuando el pistón estuviera cerca del centro, e incluso la dirección dependería de si está una fracción antes o después de la mitad de su recorrido.

## Historia

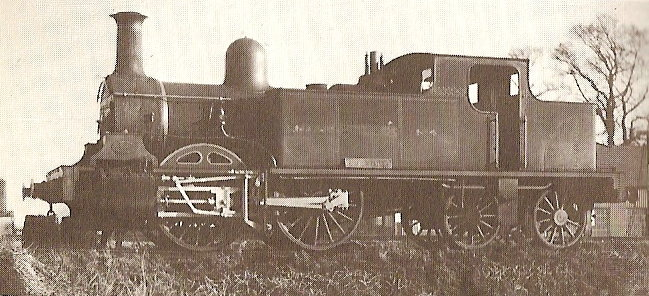
Fairlie 0-4-4T simple del Swindon Marlborough & Andover Railway de 1878, primera locomotora británica en usar la distribución de válvula de Walschaerts.

Fue inventada por el ingeniero mecánico de ferrocarriles belga Egide Walschaerts en 1844. Se usó ampliamente en locomotoras de vapor desde fines del siglo XIX hasta el final de la era del vapor.
La distribución de válvula de Walschaerts tardó un tiempo en ganar popularidad. La distribución de válvula de Stephenson mantuvo la popularidad en las locomotoras del siglo XIX.
La distribución de válvula de Walschaerts tenía la ventaja de que podía ser montado enteramente en el exterior de la locomotora, dejando libre el espacio entre los largueros del chasis; por esta razón, fue adoptado primeramente en las locomotoras articuladas.
La locomotora tipo Boje Mason fue la primera en usar la distribución de válvula de Walschaerts en América del Norte.
La primera aplicación en Gran Bretaña fue una Fairlie simple 0-4-4T, exhibida en París en 1878 y comprada por el Swindon, Marlborough and Andover Railway en 1883. Según Ahrons, la locomotora estuvo en servicio muy poco tiempo, ya que nadie parece haber sabido manejar el sistema, lo cual condujo a un enorme consumo de carbón.
En el siglo XX, la distribución de válvula de Walschaerts fue el tipo más utilizado, especialmente en locomotoras grandes. En Europa, su uso fue casi universal, mientras que en América del Norte, la distribución de válvula de Walschaerts superó a su competidor más cercano, la distribución de válvula de Baker, por un amplio margen.